# GNOME Fractal
Fractal est un client de messagerie instantanée, qui utilise le protocole de communication Matrix.

## Histoire
Le premier code pour Fest (anciennement connu sous le nom de ruma-gtk) a été commis à le 29 décembre 2016, à partir duquel la base de code Fractal a été forgée par Daniel García Moreno en août 2017. Pour la première version (v0.1.0) du 10 novembre 2017, le projet s'appelait Guillotine. Avec la sortie de la version 0.1.22 le 27 mars 2018, il est entré en version bêta. Avec la version GNOME 3.30 du 5 septembre 2018, il a atteint le statut de version et est devenu partie intégrante du projet GNOME, après son cycle de publication et son versionnement. Au cours de l’été 2018, deux étudiants ont travaillé sur Fractal, qui a été parrainé dans le cadre du programme Google Summer of Code, y compris le développement de la localisation et la vérification orthographique. Le fabricant d'ordinateurs Purism travaille à son intégration dans le smartphone GNU/Linux Librem 5 financé participativement, dont la commercialisation est prévue pour le dernier trimestre de 2019. Purism sponsorise donc le développement de certaines fonctionnalités telles que le support du chiffrement de bout en bout de Matrix (E2EE) qui a été standardisé en 2018. Le E2EE est mis en œuvre sous la forme d'un module logiciel séparé dont les fonctionnalités de base étaient disponibles à l'automne 2018.

Réseau matrix
- Bleu = Home serveurs fédérés
- Rouge = Applications services, ponts vers Skype, IRC, Slack, etc…
- Vert = Serveurs d'identité, lien entre MXID et 3PID
- Jaune = Clients tels que GNOME Fractal et autres…